# فرودگاه کاپیتول
فرودگاه کاپیتول (به انگلیسی: Capitol Airport) یک فرودگاه همگانی بهره‌برداری هوایی است که یک باند فرود آسفالت دارد و طول باند آن ۱۰۶۷ متر است. این فرودگاه در شهر بروکفیلد، ویسکانسین کشور ایالات متحده آمریکا قرار دارد و در ارتفاع ۲۵۹ متری از سطح دریا واقع شده‌است.